# 丹麥—俄羅斯關係

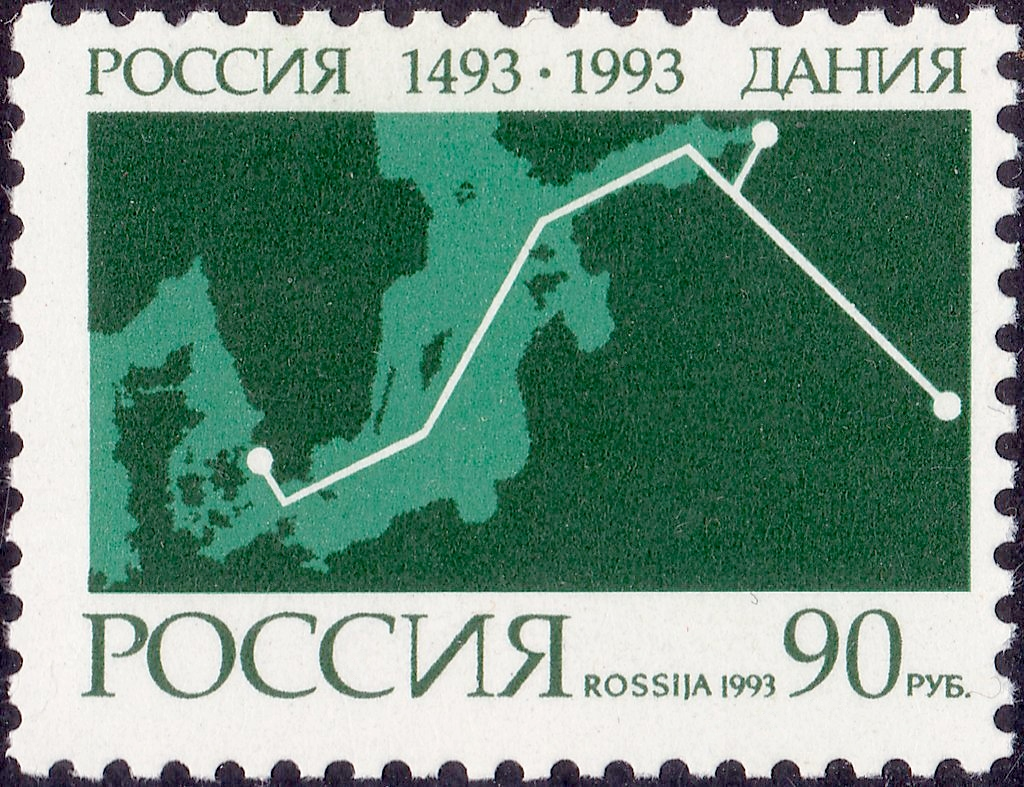
一張紀念丹麥與俄國建交500周年的郵票

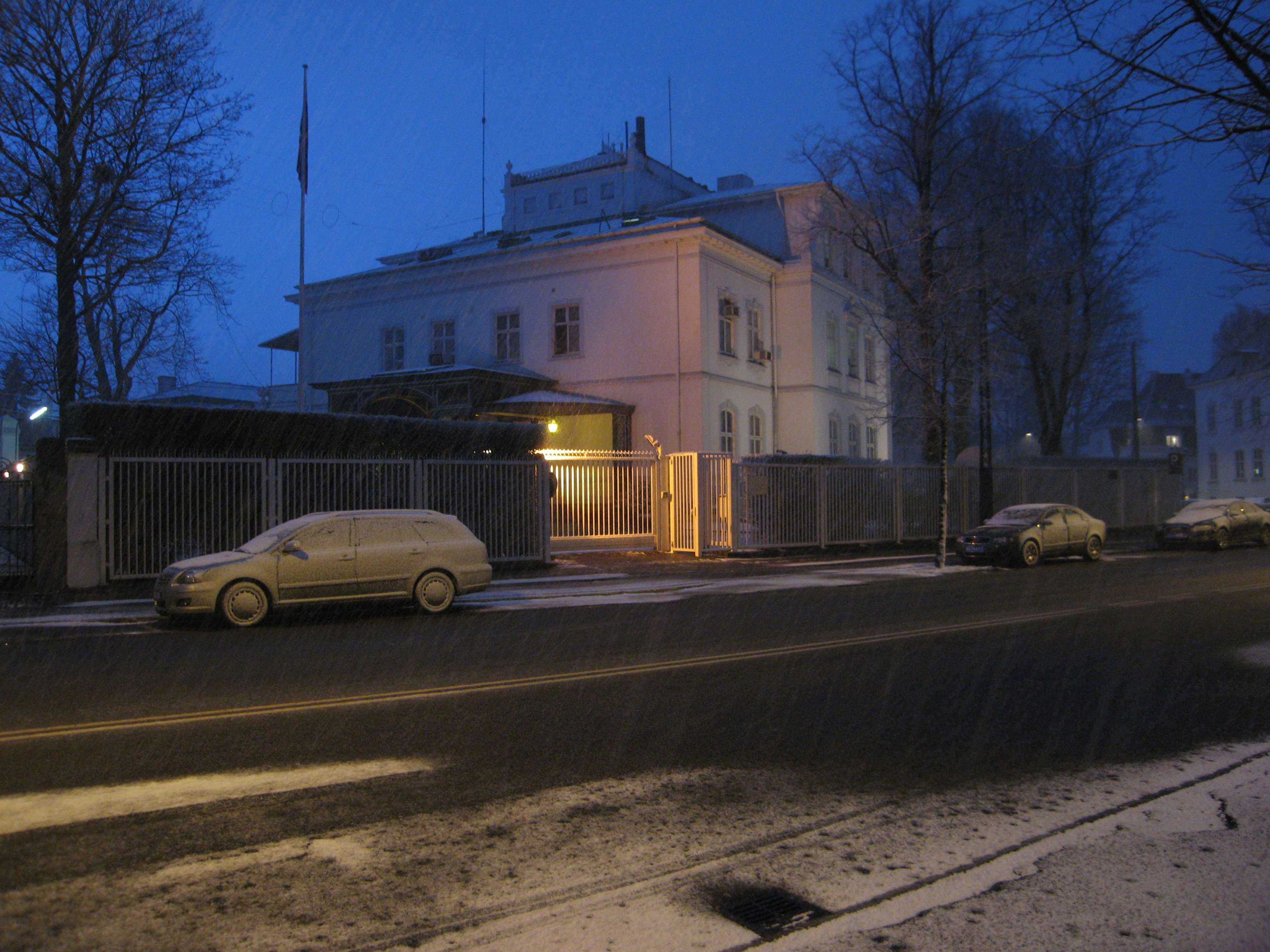
哥本哈根的俄國大使館

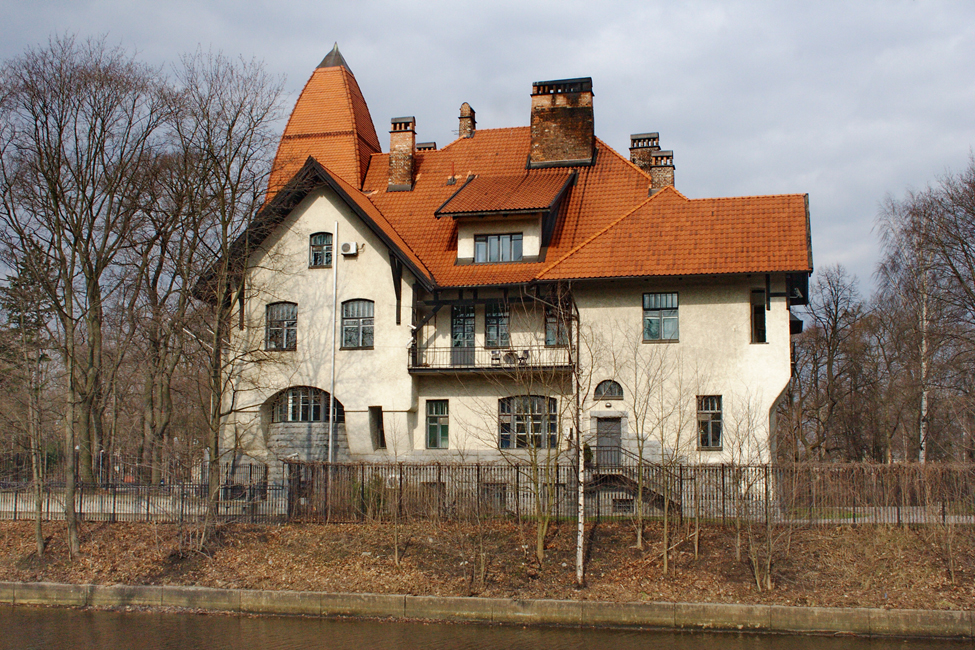
聖彼得堡的丹麥總領事館。

丹麥-俄羅斯關係（Dano-Russian Relations ）是丹麥和俄羅斯兩國之間的關係。丹麥國王和俄羅斯沙皇從 15 世紀開始互動——隨後丹麥控制進出波羅的海對俄羅斯帝國的貿易和海軍靈活性具有重要意義，而丹麥和瑞典之間的競爭一方面並在瑞典和俄羅斯之間建立了聯盟和軍事支持。丹麥和蘇聯於1924年6月18日建交。
俄羅斯在哥本哈根設有大使館，在托爾斯港（法羅群島）設有領事館；丹麥在莫斯科設有大使館，在聖彼得堡設有總領事館，在加里寧格勒設有名譽領事館。兩國都與波羅的海接壤，都是歐洲委員會和歐洲安全與合作組織的成員。

## 外部連結
- Danish embassy in Moscow （页面存档备份，存于）
- Russian embassy in Copenhagen （页面存档备份，存于）
- Russia, Denmark sign visa facilitation, readmission agreements （页面存档备份，存于）